# Brian Howe (musiker)
Brian Anthony Howe, född 22 juli 1953 i Portsmouth, Hampshire, England, död 6 maj 2020 i Lake Placid, Florida,  var en brittisk musiker bland annat känd som sångare i bandet Bad Company.
Howe inledde sin karriär som låtskrivare och sångare i Portsmouth i det lokala popbandet Shy som inte ska förväxlas med bandet som hade Tony Mills som frontfigur. 1981 ersatte han Bruce Ruff som sångare i metalbandet White Spirit men bandet splittrades redan senare samma år.
Howe var vokalist på Ted Nugents album Penetrator (1984). 1986 efterträdde han Paul Rodgers som sångare i Bad Company. Han rekommenderades av Mick Jones i Foreigner och rekryterades av Mick Ralphs och Simon Kirke. Under tiden i Bad Company hann han sjunga på fyra studioalbum och ett livealbum. Bland annat låtarna "Holy Water" (1990) och "How About That" (1992) är från Howes period i Bad Company.

## Diskografi (som soloartist)
- Tangled In Blue (1997)
- Touch (2003) (nyutgåva av debutsoloalbumet med ny titel samt bonuslåten "How It Could Have Been")
- Circus Bar (2010)